# Фелкою (комуна)
Фелкою (рум. Fălcoiu) — комуна у повіті Олт в Румунії. До складу комуни входять такі села (дані про населення за 2002 рік):
- Фелкою (2768 осіб)
- Чорою (919 осіб)
- Чорояшу (669 осіб)

Комуна розташована на відстані 138 км на захід від Бухареста, 22 км на південь від Слатіни, 46 км на схід від Крайови.

## Населення
За даними перепису населення 2002 року у комуні проживали 4356 осіб.
Національний склад населення комуни:
| Національність | Кількість осіб | Відсоток |
| -------------- | -------------- | -------- |
| румуни         | 4318           | 99,1%    |
| цигани         | 38             | 0,9%     |

Рідною мовою назвали:
| Мова      | Кількість осіб | Відсоток |
| --------- | -------------- | -------- |
| румунська | 4350           | 99,9%    |
| циганська | 6              | 0,1%     |

Склад населення комуни за віросповіданням:
| Релігія        | Кількість осіб | Відсоток |
| -------------- | -------------- | -------- |
| православні    | 4355           | > 99,9%  |
| греко-католики | 1              | < 0,1%   |